# B' Katīgoria 1970-1971
La B' Katīgoria 1970-1971 fu la 16ª edizione della B' Katīgoria; vide la vittoria finale del APOP Paphou.

## Stagione

### Novità
Il numero di squadre partecipanti scese da diciassette a dodici: al posto della promossa Digenīs Morphou, dalla A' Katīgoria 1969-1970 retrocesse l'Arīs Limassol, mentre a fronte delle retrocessioni di Achilleas Kaimakli, Anagennīsī Larnaca, Keravnos Strovolos e Apollon Athīenou e della scomparsa dell'Arion Limassol (che si era fusa con l'Apollōn Limassol) non si registrarono nuove iscrizioni.

### Formula
Le dodici squadre partecipanti erano collocate in un girone unico e si incontravano in turni di andata e ritorno, per un totale di ventidue incontri per club; erano assegnati due punti per la vittoria, uno per il pareggio e zero per la sconfitta. In caso di parità si teneva conto del quoziente reti. Il vincitore veniva promosso direttamente nella A' Katīgoria 1971-1972, mentre veniva retrocessa in G' Katīgoria la squadra ultima classificata.

## Squadre partecipanti
| Club                | Città          | Stadio                    | Stagione precedente             |
| ------------------- | -------------- | ------------------------- | ------------------------------- |
| AEK Famagosta       | Famagosta      | Stadio GSE                | 7º in B' Katīgoria              |
| AEM Morphou         | Morfou         | Stadio Comunale di Morfou | 11º in B' Katīgoria             |
| APOP Paphou         | Pafo           | Stadio GSK                | 5º in B' Katīgoria              |
| Arīs Limassol       | Limassol       | Stadio GSO                | 12º in A' Katīgoria, retrocesso |
| Chalkanoras Idaliou | Dali           | Chalkanoras Stadium       | 10º in B' Katīgoria             |
| ENAD Agios Dometios | Agios Dometios | ?                         | 12º in B' Katīgoria             |
| EPAL                | Limassol       | Stadio GSO                | 2º in B' Katīgoria              |
| Evagoras Paphou     | Pafo           | Stadio GSK                | 3º in B' Katīgoria              |
| LALL Lysī           | Lysi           | ?                         | 13º in B' Katīgoria             |
| Orpheas Nicosia     | Nicosia        | Vecchio Stadio GSP        | 9º in B' Katīgoria              |
| Othellos Athīainou  | Athīenou       | Stadio Othellos Athienou  | 4º in B' Katīgoria              |
| PAEEK Kerynias      | Kyrenia        | GS Praxandros             | 6º in B' Katīgoria              |

## Classifica finale
|  | Pos. | Squadra             | Pt | G  | V  | N | P  | GF | GS | DR  |
|  | ---- | ------------------- | -- | -- | -- | - | -- | -- | -- | --- |
|  | 1.   | APOP Paphou         | 34 | 22 | 15 | 4 | 3  | 51 | 21 | +30 |
|  | 2.   | Arīs Limassol       | 32 | 22 | 13 | 6 | 3  | 50 | 19 | +31 |
|  | 3.   | AEM Morphou         | 30 | 22 | 12 | 6 | 4  | 45 | 23 | +22 |
|  | 4.   | Othellos Athīainou  | 28 | 22 | 12 | 4 | 6  | 37 | 24 | +13 |
|  | 5.   | Evagoras Paphou     | 26 | 22 | 10 | 6 | 6  | 28 | 20 | +8  |
|  | 6.   | AEK Famagosta       | 24 | 22 | 10 | 4 | 8  | 48 | 35 | +13 |
|  | 7.   | Chalkanoras Idaliou | 21 | 22 | 7  | 7 | 8  | 33 | 36 | −3  |
|  | 8.   | EPAL                | 19 | 22 | 8  | 3 | 11 | 30 | 39 | −9  |
|  | 9.   | PAEEK Kerynias      | 18 | 22 | 7  | 4 | 11 | 31 | 51 | −20 |
|  | 10.  | Orpheas Nicosia     | 13 | 22 | 6  | 1 | 15 | 27 | 54 | −27 |
|  | 11.  | ENAD Agios Dometios | 11 | 22 | 4  | 3 | 15 | 26 | 50 | −24 |
|  | 17.  | LALL Lysī           | 8  | 22 | 3  | 2 | 17 | 20 | 54 | −34 |

### Verdetti
- APOP Paphou promosso in A' Katīgoria.
- LALL Lysī retrocessa in G' Katīgoria.